# Express (singel)
Express – piosenka pop/R&B stworzona na ścieżkę dźwiękową Burlesque: Original Motion Picture Soundtrack (2010). Wykonywany przez amerykańską piosenkarkę Christinę Aguilerę oraz wyprodukowany przez Christophera „Tricky’ego” Stewarta, utwór wydany został jako pierwszy singel promujący krążek w listopadzie 2010 roku.
Singel odniósł umiarkowany sukces komercyjny, obejmując pozycje w Top 30 większości list przebojów, na których był notowany. Zajął miejsce siedemdziesiąte piąte na UK Singles Chart oraz pięćdziesiąte ósme na ARIA Top 100 Singles. Choć nie był promowany wideoklipem, „Express” został przebojem w krajach Azji; uplasował się tam na szczycie oficjalnych zestawień singlowych Armenii i Tajwanu, a także na pozycji #2 japońskiego Oricon Top 100 Singles. Piosenka została pozytywnie oceniona przez krytyków muzycznych, którzy docenili jej nowoczesną aranżację oraz interpretację utworu przez Aguilerę.

## Informacje o utworze

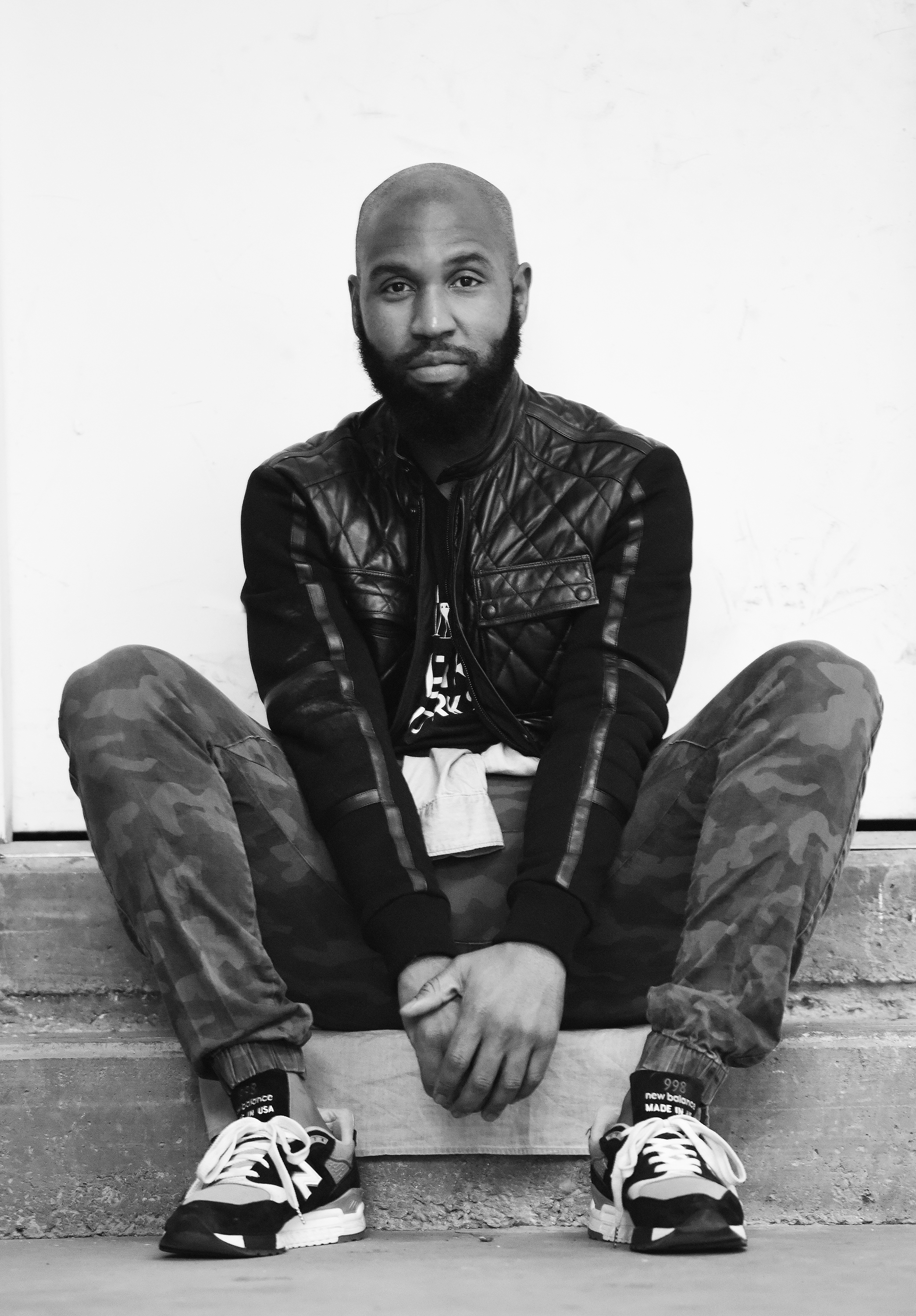
Współautor piosenki Claude Kelly (na zdj. w 2015 roku).

Utwór powstawał na przestrzeni lat 2009 i 2010 w czterech pracowniach: The Village Recorder i Larrabee Sound Studios w Los Angeles, The Boom Boom Room w Burbank oraz Triangle Sound Studios w Atlancie. Autorami utworu są Christina Aguilera, Claude Kelly i Christopher „Tricky” Stewart; dwaj ostatni nawiązali współpracę z Aguilerą podczas nagrywania przez nią albumu Bionic (2010). Wokalistka opisała „Express” jako „bardzo zmysłowy utwór traktujący o byciu silną kobietą i znalezieniu pewności siebie we własnym erotyzmie”. Jednocześnie treść może opisywać życie tancerki burleskowej – bohaterki filmu muzycznego Burleska (Burlesque, 2010), w którym w głównej roli żeńskiej wystąpiła Aguilera. „Express” jest jedną z trzech piosenek napisanych przez Aguilerę na ścieżkę dźwiękową do filmu oraz jedną z ośmiu przez nią wykonanych. Gatunkowo „Express” balansuje na pograniczu muzyki pop, R&B i jazz-popu, podobnie jak inne piosenki z Burlesque OST. W wykonaniu odwołuje się do materiału z krążka Bionic, zawierając w sobie elementy elektroniki (słyszalne głównie pod koniec utworu) i dance-popu. Melodia utworu, inspirowana muzyką lat pięćdziesiątych XX wieku, jest współmierna ze staromodnym stylem przeboju Aguilery „Lady Marmalade” (2001). Jak podkreślali krytycy muzyczni, zamysłem kompozycji było zmiksowanie „old-schoolowego” tonu ze współczesnym krojem. Piosenkę skomponowano w tonacji a-moll; głos wykonawczyni opiera się na oktawach, od E3 do E5.

## Wydanie singla
45-sekundowy fragment utworu „Express” w sieci opublikowany został już na początku października 2010, udostępniony przez zarządców oficjalnej strony internetowej filmu Burleska. Kopia fragmentu piosenki trafiła na serwis YouTube. Światowa premiera utworu miała miejsce 3 listopada 2010 roku na antenie amerykańskiej radiostacji KIIS-FM, w audycji On Air with Ryan Seacrest. Wówczas „Express” ogłoszony został przez prezentera Ryana Seacresta pierwszym singlem promującym soundtrack z filmu. Początkowo na anglojęzycznej Wikipedii pojawiały się informacje, jakoby za inauguracyjny singel służyć miał utwór zamykający album, „The Beautiful People”, a 5 listopada singel „Express” opublikowano w Stanach Zjednoczonych na płytach kompaktowych. Obie okazały się nieprawdziwe. Fizyczna premiera singla odbyła się 19 listopada 2010, kiedy to wydawnictwo opublikowano w formacie digital download w Stanach Zjednoczonych. Ponadto, także w listopadzie, RCA Records wydało – jak się wkrótce okazało – błędne oświadczenie, wedle którego premiera singla CD miała nastąpić po wejściu do kin filmu Burleska. W połowie listopada „Express” wydany został jako singel airplayowy we Włoszech, a na początku grudnia zadebiutował na antenach radiowych w Australii. „Express” nigdy nie został opublikowany na singlu CD.
W ostatnim dniu listopada 2010, jeszcze nie będąc oficjalnie wydanym singlem, „Express” zadebiutował w trzech japońskich notowaniach publikowanych przez magazyny Billboard i Hanshin Contents Link: prestiżowym Japan Hot 100, Top 100 Airplay oraz Adult Contemporary Airplay Chart, kolejno na pozycjach #68, #55 oraz #38. Były to pierwsze listy przebojów, na jakich swoją obecność zanotował utwór. Jako szczytne w tych zestawieniach singel odnotował pozycje: #32, #20, #8. Na innej japońskiej liście, Oricon Top 100 Singles, „Express” zajął wysokie miejsce drugie. W drugiej połowie grudnia singel debiutował z pozycji siedemdziesiątej piątej na liście UK Singles Chart. Osiągnął miejsca pierwsze list przebojów singlowych Armenii i Tajwanu oraz uplasował się w Top 10 listy indonezyjskiej i singapurskiej.

## Opinie
Według redaktorów strony internetowej the-rockferry.onet.pl, „Express” to jeden z trzydziestu najlepszych utworów nagranych przez Aguilerę w latach 1997–2010.

### Recenzje
Utwór spotkał się z pozytywnym przyjęciem krytyki. Przy okazji omówienia albumu Burlesque: Original Motion Picture Soundtrack dla witryny internetowej Decaptain.com, redaktor Antoine Reid wytypował „Express” na najnowocześniej brzmiącą piosenkę z płyty. „Zaczyna się dźwiękami trąbek i trzasków, aby szybko przejść w odrobinę elektroniczny bit; co jest przyjemnego w tym utworze, to, że – w przeciwieństwie do wcześniejszych kompozycji (zawartych na albumie – przyp.) – charakteryzuje się on agresywnym wokalem Aguilery i kieruje zasadą 'wszystkie chwyty dozwolone'” – napisał Reid. Eric Henderson, recenzent czasopisma Slant Magazine, uznał „Express” za utwór „nieprzyzwoity, brzęczący i taneczny”, przekształcający Aguilerę w „bioniczną Lady Marmalade”. Piosenkę docenił także serwis Movie-Moron.com, pisząc, że „Express” „może poszczycić się dźwiękiem oddającym ducha muzyki XXI wieku” oraz porównując jej refren do refrenu przeboju Aguilery „Dirrty” (2002). Zdaniem recenzenta filmowo-muzycznego serwisu internetowego Movie Buzzers, „Express” i „Show Me How You Burlesque” są seksownymi, energicznymi utworami, które stanowią dopełnienie talentu Aguilery i obrazują, jak dobrze przygotowała się ona jako tancerka do udziału w muzycznym filmie Burleska. Mariusz Leśniowski (orange.pl) pochwalił mocny bit piosenki oraz opisał ją jako „zestawienie dowolnie wybranego fragmentu pamiętnego musicalu Chicago z podkładem do utworu ‘Don’t Stop the Music' Rihanny”. Marek Michalak (tuba.pl) pisał o „Express” jako o „dobrze wypadającym, energetycznym kawałku, umiejętnie łączącym tradycyjne dźwięki z nowoczesnym beatem”.
W retrospektywnej recenzji dla serwisu Idolator z 2018 roku pisano, że „Express” to utwór, który „zasługiwał na bycie przebojem i został okradziony z nagrody Grammy”. Wspomniano również, że jego wykonanie w Burlesce pozostaje najlepszą sceną w filmie.

## Promocja i wykonania koncertowe
Promocja medialna singla ruszyła pod koniec listopada 2010. Dnia 12 listopada 2010 roku ukazał się przedpremierowy fragment (teaser) wideoklipu do utworu, w którym Aguilera, jako Ali z filmu Burleska, śpiewa i tańczy w filmowym klubie „The Burlesque Lounge”. Do realizacji właściwego teledysku nigdy nie doszło. 21 listopada 2010 w Los Angeles artystka wystąpiła z utworem „Express” podczas 38. ceremonii wręczenia nagród American Music Awards; było to jedno z najważniejszych wydarzeń wieczoru. Występ rozpoczęła siedząc na krześle, tyłem do widowni, by następnie obrócić się i w świetle reflektorów zaprezentować swój sceniczny wizerunek – ubrana była w czarny, błyszczący trykot-bezrękawnik, czarne buty do kolan i melonik. Scenę stylizowano na klub burleski, zgodnie z fabułą filmu z udziałem Aguilery, który to promowany był przez singel „Express”, a wokalistce towarzyszyły zastępy skąpo ubranych tancerek. Komentatorzy porównali show do występów artystki z utworem „Dirrty” w czasach medialnej promocji albumu Stripped (2002), redaktor brytyjskiego dziennika Daily Mail jednoznacznie określił widowisko mianem „oszałamiającego”.
11 grudnia 2010 Aguilera gościła w talent show The X-Factor brytyjskiej stacji telewizyjnej ITV. Po wspólnym wykonaniu swojego przeboju „Beautiful” z finalistką programu Rebeccą Ferguson, wokalistka odśpiewała piosenkę „Express”. Indywidualny występ Aguilery przypominał ten, który miał miejsce trzy tygodnie wcześniej podczas American Music Awards; sceneria, choreografia oraz kostiumy tancerzy odwzorowywały scenę z filmu Burleska, w której bohaterka kreowana przez piosenkarkę wykonuje utwór. Wykonanie wokalistki wzburzyło Brytyjczyków, którzy pokierowali w stronę ITV tysiące zażaleń. Skarżono się na rzekomo lubieżny układ taneczny Aguilery, który stacja wyemitowała w czasie, gdy przed telewizorami zasiadało kilka milionów rodzin z dziećmi. Podczas premiery filmu Burleska w Wielkiej Brytanii Aguilera broniła widowiska, w którym uczestniczyła, odwołując się do feminizmu oraz tłumacząc, że w sztuce burleskowej nie istnieją limity, ograniczające widowiskowość i wyznaczające sprośność. Promocja utworu oraz filmu, z którego pochodził, uwzględniała także wywiad Aguilery w japońskiej telewizji. W trakcie wywiadu artystka odśpiewała fragment piosenki.
28 maja 2016 występ Aguilery przed dwustutysięczną widownią zamknął marokański festiwal muzyczny Mawazine. Wśród dwudziestu odśpiewanych przez artystkę piosenek znalazł się fragment „Express”, poprzedzający cover „Lady Marmalade”. Rok później, w lipcu 2017, fragment nagrania został wykorzystany w trakcie koncertu Northwestern Mutual, odbywającego się w hali BMO Harris Bradley Center. Instrumentalny urywek z piosenki urozmaicił też segmenty taneczne trasy koncertowej The Liberation Tour (2018) oraz rezydentury The Xperience (2019). Latem 2019 roku Aguilera ruszyła w europejską trasę The X Tour: set koncertowy obejmował między innymi medley utworów „Vanity” i „Express”.

## Spuścizna
W drugiej połowie lutego 2011 w sieci pojawił się parodystyczny wideoklip przedstawiający popisy taneczne dziesięcioletniego tajwańskiego chłopca. Dziecko, ubrane w kobiecy strój, tańczyło do piosenki „Express”, wzorując swój układ na choreografii Aguilery z filmu Burleska. Nagranie wzbudziło kontrowersje; redaktorka magazynu Billboard Jillian Mapes krytykowała seksualny wydźwięk klipu. W czerwcu 2014 „Express” został wykonany przez wokalistkę Elefterię Elefteriu podczas jednego z nadawanych na żywo odcinków greckiego programu telewizyjnego Your Face Sounds Familiar. Później, wiosną 2019, Katarzyna Dąbrowska zaśpiewała utwór na łamach polskiej edycji programu. Singel Louisy Johnson, „Yes” (2018), został zainspirowany brzmieniem piosenki Aguilery. W styczniu 2021 roku Madison Hubbell i Zachary Donohue wywalczyli mistrzostwo USA w łyżwiarstwie figurowym w kategorii para taneczna. Swoją choreografię opracowali do piosenki „Express” Aguilery.

## Nagrody i wyróżnienia
| Rok  | Ceremonia     | Nagroda       | Rezultat  |
| ---- | ------------- | ------------- | --------- |
| 2011 | J-Wave Awards | piosenka roku | Nominacja |

## Listy utworów i formaty singla
Amerykański digital download
1. „Express” – 4:20

Amerykański singel CD (nigdy nieopublikowany)
1. „Express” (Soundtrack Version) – 4:23
2. „Express” (Radio Edit) – 3:04
3. „Express” (Instrumental) – 4:15

## Remiksy utworu
- Chakalaka Express (Michael Buston Mashup Mix) (vs. Wippenberg) – 8:34
- Bitchin’ Diva Mix – 3:45
- DJ B. Killer Remix – 5:05

## Twórcy
- Główne wokale: Christina Aguilera
- Producent: Christopher „Tricky” Stewart
- Autor: Christina Aguilera, Christopher „Tricky” Stewart, Claude Kelly
- Producent wokalu: Claude Kelly
- Nagrywanie: Oscar Ramirez
- Inżynier dźwięku: Brian „B-LUV” Thomas, Andrew Wuepper
- Mixer: Jaycen Joshua
- Asystent mixera: Jesus Garnica
- Perkusja: Joan Manuel Leguizamo, Pablo Correa, Brian „B-LUV” Thomas, Andrew Wuepper
- Róg: Brian „B-LUV” Thomas, Andrew Wuepper, Chris Galland, Luis Navarro
- Saksofon: James King
- Puzon: Alejandro Carballo

## Pozycje na listach przebojów
| Kraj/region       | Notowanie (2010/2011)            | Wydawca                         | Najwyższa pozycja |
| ----------------- | -------------------------------- | ------------------------------- | ----------------- |
| Armenia           | Official Singles Chart           | IFPI                            | 1                 |
| Australia         | Top 100 Singles                  | ARIA Charts                     | 58                |
| Chile             | Top 100 Singles                  | Nielsen Chile/IDERE/Monitec     | 100               |
| Chorwacja         | Top 100 Airplay                  | YE                              | 25                |
| Indonezja         | Official Singles Chart           | LIMA                            | 5                 |
| Indonezja         | Top 50 Singles                   | Creative Disc                   | 2                 |
| Indonezja         | Top Digital Songs                | LIMA                            | 1                 |
| Izrael            | Airplay Chart                    | Soundcharts                     | 31                |
| Japonia           | Adult Contemporary Airplay Chart | Billboard/Hanshin Contents Link | 8                 |
| Japonia           | Japan Hot 100                    | Billboard/Hanshin Contents Link | 32                |
| Japonia           | Top 100 Airplay                  | Billboard/Hanshin Contents Link | 20                |
| Japonia           | Top 100 Singles                  | Oricon                          | 2                 |
| Kostaryka         | Top 30 Airplay                   | IFPI                            | 16                |
| Malta             | Top 20 Singles                   | IFPI                            | 14                |
| Nikaragua         | Official Singles Chart           | IFPI                            | 21                |
| Singapur          | Official Singles Chart           | IFPI                            | 8                 |
| Stany Zjednoczone | Billboard Bubbling Under Hot 100 | Billboard                       | 2                 |
| Szwajcaria        | Top 100 Singles                  | Schweizer Hitparade             | 54                |
| Tajwan            | Airplay Chart                    | Soundcharts                     | 8                 |
| Tajwan            | Top 50 Singles                   | RIT                             | 1                 |
| Wielka Brytania   | UK R&B Chart                     | OCC                             | 21                |
| Wielka Brytania   | UK Singles Chart                 | OCC                             | 75                |
| Włochy            | Top 100 Airplay                  | FIMI                            | 50                |
| Włochy            | Top 50 Singles                   | FIMI                            | 91                |

### Listy końcoworoczne
| Kraj      | Notowanie (2011) | Wydawca       | Najwyższa pozycja |
| --------- | ---------------- | ------------- | ----------------- |
| Indonezja | Top 50 Singles   | Creative Disc | 51                |
| Tajwan    | Top 50 Singles   | RIT           | 20                |

## Historia wydania
| Region            | Data              | Format           | Wytwórnia                |
| ----------------- | ----------------- | ---------------- | ------------------------ |
| Włochy            | 12 listopada 2010 | airplay          | RCA Records              |
| Stany Zjednoczone | 19 listopada 2010 | digital download | RCA Records              |
| Australia         | 6 grudnia 2010    | airplay          | Sony Music Entertainment |
| Polska            | 29 stycznia 2011  | airplay          | Sony Music Entertainment |

## Informacje dodatkowe
- Piosenka znalazła się na trackliście box setu Lo Esencial de 1 Año de Éxitos, Vol. 3, wydanego nakładem Sony Music Entertainment México w 2011.